# Gallardoia valdiviensis
Gallardoia valdiviensis is een keverslakkensoort uit de familie van de Mopaliidae. De wetenschappelijke naam van de soort is voor het eerst geldig gepubliceerd in 2007 door Sirenko.